# Martin Malia
Martin Edward Malia (14 de março de 1924, Springfield, Massachusetts - 19 de novembro de 2004, Oakland, Califórnia) foi um proeminente historiador americano especializado em história da Rússia. Ele lecionou na Universidade da Califórnia em Berkeley de 1958 a 1991.
Um de seus colegas em Berkeley foi outro importante historiador russo, Nicholas V. Riasanovsky. No obituário oficial de Berkeley, Riasanovsky é citado como tendo dito sobre Malia: "[ele foi] um historiador notável e agora muito popular, ocupando uma posição de liderança na presente discussão internacional sobre o colapso da União Soviética e o que esse colapso significa historicamente e para o futuro. (Ele também foi) um escritor brilhante na história intelectual russa e europeia."

## Obras
Seu primeiro trabalho reconhecido internacionalmente foi Alexander Herzen and the Birth of Russian Socialism, 1812-1855. Posteriormente, enquanto residia na França, publicou Comprendre la Revolution russe (1980), que consistia na transcrição de uma série de palestras proferidas em diferentes instituições acadêmicas francesas. Mais tarde, Malia publicou The Soviet Tragedy: A History of Socialism in Russia, 1917-1991 (1994) e Russia under Western Eyes: From the Bronze Horseman to the Lenin Mausoleum (1999), o produto de escritos e reflexões iniciados na década de 1960. Malia também foi o autora do famoso ensaio "To the Stalin Mausoleum", sob o pseudônimo de "Z", onde anuncia o fracasso iminente da Perestroika.
A obra mais conhecida de Malia é sua história do comunismo russo, "The Soviet Tragedy" (1994). Nele, ele desafia a interpretação tradicional esquerdista do comunismo como um projeto fundamentalmente sólido, que admitidamente deu errado durante o regime de Stalin, mas em anos posteriores conseguiu criar uma alternativa crível ao capitalismo. Maila postula que o socialismo integral proclamado por Lenin, então suavizado sob a NEP, retomado por Stalin e perseguido por todos os seus sucessores até Gorbachev, era basicamente falho, precisamente porque destruiu o capitalismo integralmente. O projeto socialista desenfreado foi desde o início uma batalha difícil, que trouxe não apenas a destruição da liberdade econômica, mas de quase qualquer liberdade. O sistema soviético não podia, portanto, explorar o reservatório de potencial humano que sua ideologia prometia elevar a novas alturas.

## Publicações
- Alexander Herzen and the Birth of Russian Socialism, 1812-1855 (1961)
- Comprendre la Revolution russe (1980)[5]
- The Soviet Tragedy: A History of Socialism in Russia, 1917-1991 (1994)[1]
- Russia under Western Eyes: From the Bronze Horseman to the Lenin Mausoleum (Cambridge, Massachusetts, and London: Belknap Press of Harvard University Press, 1999)[5]
- History's Locomotives. Revolution and the making of the Modern World (2006)[5]